# Aaron Blaise
Aaron Blaise (* 17. Februar 1968 in Burlington in Vermont) ist ein US-amerikanischer Animator, der lange Zeit bei Disney arbeitete. Später widmete er sich der Malerei und der Wissensvermittlung.

## Karriere
Aaron Blaise wuchs im Süden Floridas auf, nahe der Everglades. Er besuchte das Ringling College of Art and Design und erhielt dort im Jahr 1989 seinen Abschluss. Danach begann er, erst als Praktikant und später in Vollzeit, für Walt Disney Feature Animation Florida zu arbeiten. Dort erlernte er den Zeichentrick und wirkte beim Kurzfilm Roger im Rausch der Raserei sowie bei Bernard und Bianca im Känguruland mit. In den 1990er Jahren arbeitete er bei erfolgreichen Disney-Zeichentrickfilmen wie Die Schöne und das Biest und Aladdin mit. Beim König der Löwen wurde er zum supervising animator befördert und entwarf das Charakterdesign für die junge Nala.
Sein Regiedebüt bei einem Langfilm war Bärenbrüder, für den er mit Co-Regisseur Robert Walker bei der Oscarverleihung 2004 in der Kategorie „Bester Animationsfilm“ nominiert wurde. Die Auszeichnung erhielt jedoch Andrew Stanton für den Pixarfilm Findet Nemo.
Nach dem bescheidenen Erfolg des Films löste Disney Feature Animation die Abteilung in Florida auf. Als einer von zehn übernommenen Mitarbeitenden zog er nach Kalifornien. Im Jahr 2007 starb seine Frau an Brustkrebs. Zwei Jahre später verließ Blaise Disney und zog zurück nach Florida. Dort arbeitete er mehrere Jahre für ein neues Produktionsstudio, das jedoch später pleiteging. Danach fing er an, im Internet Zeichenkurse anzubieten. Für ein Filmprojekt namens Art Story, das die Geschichte von Walt und seinem Großvater erzählen soll, sammelte er bei Kickstarter.com 365.670 US-Dollar von 1.785 Unterstützern ein.
2024 erhielt er den Winsor McCay Award für sein Lebenswerk.

## Filmografie (Auswahl)
- 1990: Roger im Rausch der Raserei (Roller Coaster Rabbit, Kurzfilm)
- 1990: Bernard und Bianca im Känguruland (The Rescuers Down Under)
- 1991: Die Schöne und das Biest (Beauty and the Beast)
- 1992: Aladdin
- 1993: Roger auf Abwegen (Trail Mix-Up, Kurzfilm)
- 1994: Der König der Löwen (The Lion King)
- 1995: Pocahontas
- 1998: Mulan
- 2003: Bärenbrüder (Brother Bear, Regie)